# Zhabar i Poshtëm
Zhabar i Poshtëm en albanais et Donje Žabare en serbe latin (en serbe cyrillique : Доње Жабаре) est une localité du Kosovo située dans la commune/municipalité de Mitrovicë/Kosovska Mitrovica et dans le district de Mitrovicë/Kosovska Mitrovica. Selon le recensement kosovar de 2011, elle compte 7 394 habitants.

## Démographie

### Évolution historique de la population dans la localité
| 1948 | 1953 | 1961 | 1971 | 1981  | 1991  | 2011  |
| ---- | ---- | ---- | ---- | ----- | ----- | ----- |
| 423  | 443  | 515  | 687  | 1 284 | 1 603 | 7 394 |

|  |

### Répartition de la population par nationalités (2011)
En 2011, les Albanais représentaient 99,47 % de la population.